# 히라노 후미
히라노 후미(일본어: 平野 文 ひらの ふみ[*], 1958년 11월 27일~)는 일본의 성우, 배우이다. 도쿄도 출신이며, 아오니 프로덕션 소속이다.